# Trachoecidae
Trachoecidae zijn een uitgestorven familie van weekdieren uit de klasse van de Gastropoda (slakken).

## Taxonomie
De volgende taxa zijn bij de familie ingedeeld:
- Geslacht  † Trachoecus Kittl, 1894
  -  † Trachoecus gemmellaroi Kittl, 1894[2]